# Dolné Strháre
Dolné Strháre (1927–1948 slowakisch „Dolné Strháry“; ungarisch Alsóesztergály) ist eine Gemeinde im Süden der Slowakei mit 201 Einwohnern (Stand 31. Dezember 2024). Sie gehört zum Okres Veľký Krtíš, einem Kreis des Banskobystrický kraj.

## Geographie
Die Gemeinde befindet sich am Fuße der Hochebene Krupinská planina, am Bach Stará rieka, wo dieser die Hochebene Richtung Talkessel Ipeľská kotlina verlässt. Das Ortszentrum liegt auf einer Höhe von 225 m n.m. und ist sechseinhalb Kilometer von Veľký Krtíš entfernt.
Zur Gemeinde gehört auch der 1982 eingemeindete Ort Selce (ungarisch Erdőszele – bis 1907 Szelc).
Nachbargemeinden sind Suché Brezovo im Norden, Slovenské Kľačany im Nordosten, Pôtor im Osten und Südosten, Malé Straciny und Veľké Straciny im Süden, Veľký Krtíš im Südwesten, Modrý Kameň im Westen und Horné Strháre im Nordwesten.

## Geschichte

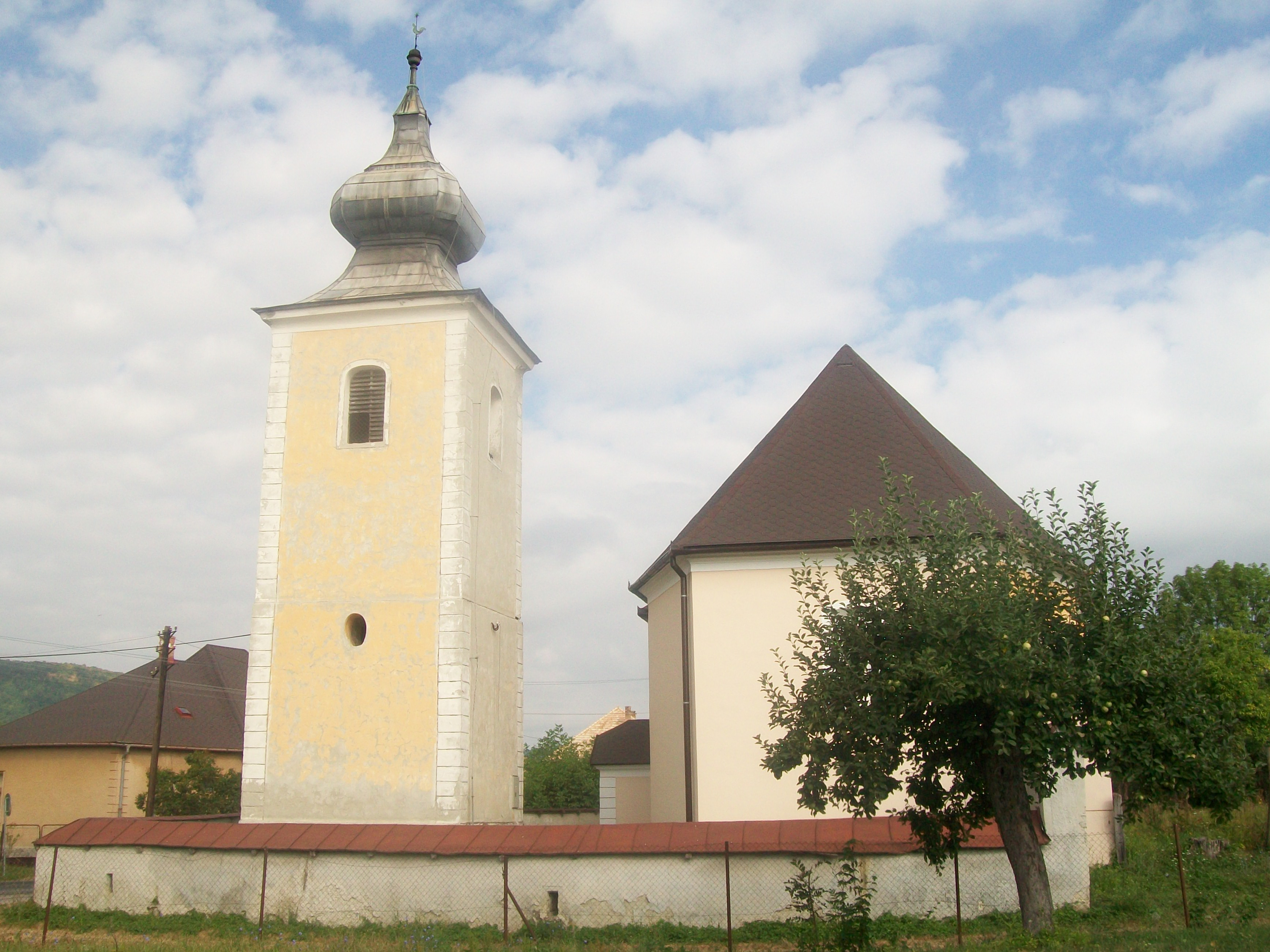
Evangelischen Kirche

Dolné Strháre wurde zum ersten Mal 1244 als Stergar schriftlich erwähnt und war ursprünglich Ort königlicher Höfler, ab 1260 ein Untertanen-Dorf des Pressburger Gespans Matthias, später lag das Dorf im Herrschaftsgebiet der Burg Divín und ab dem 17. Jahrhundert zur Hälfte in der Herrschaft Blauenstein. Während der türkischen Besetzung zwischen 1554 und 1593 war Dolné Strháre in den Sandschak Szécsény eingegliedert, um die Mitte des 17. Jahrhunderts wurde es dann vollkommen zerstört. 1705 gab es zehn Ansiedlungen, 1828 zählte man 77 Häuser und 757 Einwohner, die als Landwirte und Winzer beschäftigt waren.
Bis 1918/1919 gehörte der im Komitat Neograd liegende Ort zum Königreich Ungarn und kam danach zur Tschechoslowakei beziehungsweise heute Slowakei. 

## Bevölkerung
| Jahr                | 1994 | 2004 | 2014     | 2024    |
| ------------------- | ---- | ---- | -------- | ------- |
| Anzahl der Personen | 170  | 170  | 188      | 201     |
| Unterschied         |      | +0 % | +10,58 % | +6,91 % |

| Jahr                | 2023 | 2024    |
| ------------------- | ---- | ------- |
| Anzahl der Personen | 206  | 201     |
| Unterschied         |      | −2,42 % |

Gemäß der Volkszählung 2011 wohnten in Dolné Strháre 179 Einwohner, davon 164 Slowaken, zwei Magyaren und ein Rom. 12 Einwohner machten keine Angabe zur Ethnie.
78 Einwohner bekannten sich zur römisch-katholischen Kirche, 57 Einwohner zur Evangelischen Kirche A. B., jeweils vier Einwohner zur evangelisch-methodistischen Kirche und zur orthodoxen Kirche, zwei Einwohner zur griechisch-katholischen Kirche und ein Einwohner zur altkatholischen Kirche. Zwei Einwohner gaben eine andere Konfession an, 11 Einwohner waren konfessionslos und bei 20 Einwohnern wurde die Konfession nicht ermittelt.

## Bauwerke
- evangelische Kirche im barock-klassizistischen Stil aus dem Jahr 1756
- römisch-katholische Kirche aus dem Jahr 1938
- Kapelle St. Anna